# (1176) Lucidor
(1176) Lucidor est un astéroïde de la ceinture principale découvert le 15 novembre 1930 à Uccle par l'astronome belge Eugène Joseph Delporte.

## Historique
Sa désignation provisoire, lors de sa découverte le 15 novembre 1930, était 1930 VE.

## Caractéristiques
Sa distance minimale d'intersection de l'orbite terrestre est de 1,327 220 ua.